# Cotana occidentalis
Cotana occidentalis är en fjärilsart som beskrevs av Rothschild 1917. Cotana occidentalis ingår i släktet Cotana och familjen Eupterotidae. Inga underarter finns listade i Catalogue of Life.